# Crwena Niwa
Crwena Niwa, Crvena Niva (maced. Црвена Нива) – wieś w północno-wschodniej Macedonii Północnej, w gminie Koczani.